# Pleurothallis cernua
Pleurothallis cernua är en orkidéart som beskrevs av Carlyle August Luer. Pleurothallis cernua ingår i släktet Pleurothallis och familjen orkidéer. Inga underarter finns listade i Catalogue of Life.